# Lumiar (metrostation)
Lumiar  is een metrostation aan de Gele lijn van de Metro van Lissabon. Het station is geopend op 27 maart 2004. Na de geplande uitbreiding van de rode lijn zal dit een overstapstation worden tussen de gele en rode
lijn.
Het is gelegen tussen de Estrada da Torre en de Rua Cordeiro Ferreira.